# حیدری تبریزی
حاج حیدر ملقب به حیدری تبریزی (زادهٔ ۹۷۱ هجری) از شاعران سدهٔ دهم هجری و اهل محلهٔ سرخاب تبریز بود و هنوز هم «کوچهٔ تکیهٔ حیدر» در این محله به نام او خوانده می‌شود. او از شاگردان لسانی شیرازی و شریف تبریزی بود و بین او و وحشی بافقی اختلافاتی وجود داشت و بعضاً علیه هم هجو می‌گفتند.
حرفهٔ اولیهٔ حیدری تبریزی، سراجی در بازار تبریز بود و بعدها تاجر بزرگی شد و بارها به هند سفر کرد و مورد توجه اکبرشاه واقع شد. او سرانجام در سال ۱۰۰۰ یا ۱۰۰۲ هجری (۲۹ یا ۳۱ سالگی) درگذشت.

## آثار
- جنگ‌نامهٔ/فتح‌نامهٔ گجرات (به تقلید از بوستان سعدی)[۴]
- دیوان اشعار (مشتمل بر ۱۶ هزار بیت)
- سیر و سلوک
- لسان‌الغیب (در تضمین اشعار لسانی شیرازی و در رد سهواللسان شریف تبریزی)